# Alfred John North
Alfred John North (* 11. Juni 1855 in Melbourne, Victoria; † 6. Mai 1917 in Sydney, New South Wales) war ein australischer Ornithologe, Oologe und Juwelier.

## Leben
North war der Sohn von Henry und  Mary T. North. Nach der Absolvierung der Melbourne Grammar School begann er eine Juwelierlehre und war dann als Juwelier bei Henry Young in Melbourne tätig. Als er 1886 am Australian Museum begann, arrangierte North die Dobroyde-Eier-Sammlung. Im Dezember desselben Jahres arbeitete er dann erneut im Australian Museum, um eine weitere Sammlung von Vogeleiern zu bearbeiten und einen Katalog der Sammlungen zu erstellen, der 1889 veröffentlicht wurde. Im selben Jahr wurde North zum Assistenzkurator von Edward Pierson Ramsay ernannt, der sich hauptsächlich auf die Erstellung von Katalogen der im Museum aufbewahrten australischen Vogelbälge konzentrierte. 1891 wurde Norths Anstellung am Australian Museum als ständiger Assistent in Ornithologie festgeschrieben, die er bis 1917 innehatte.
Norths Interesse am Sammeln von Vogeleiern lässt sich bis in seine Jugend zurückverfolgen, und neben seiner Arbeit am Australian Museum war er Gründungsmitglied des Field Naturalists’ Club of Victoria (1880), korrespondierendes Mitglied der American Ornithologists’ Union ab 1902 und koloniales Mitglied der British Ornithologists’ Union ab 1903.
Die ornithologischen Schriften von North beschäftigten sich vor allem mit der Lebensweise und dem Verhalten australischer Vögel, insbesondere jene, die in der unmittelbaren Umgebung von Sydney vorkommen. Norths bekanntestes Buch ist Nests and eggs of birds found breeding in Australia and Tasmania, bei dem George Barnard als Co-Autor fungierte. 1897 erschien die Schrift List of the Insectivorous Birds of New South Wales. Zu Norths Erstbeschreibungen zählen die Bennettkrähe (Corvus bennetti), der Dickschnabel-Grasschlüpfer (Amytornis modestus), der Woodfordbrillenvogel (Woodfordia superciliosa), das Halsband-Weißstirnchen (Aphelocephala nigricincta), der Spinifex-Schilfsänger (Poodytes carteri), der Grauhonigfresser (Conopophila whitei), der Hendersonlori (Vini stepheni), das Hendersonsumpfhuhn (Zapornia atra), der Purpurrücken-Staffelschwanz (Malurus assimilis), die Silberwangen-Fruchttaube (Ptilinopus insularis) und der Gelbbauch-Erdsittich (Pezoporus flaviventris).
Er wurde sowohl von der American Ornithologists’ Union  als auch von der British Ornithologists’ Union ausgezeichnet.

## Dedikationsnamen
Nach North sind die Papageien-Gattung Northiella, die heute ungültige Gattung Northipsitta sowie die Unterarten Acanthiza pusilla northi, Calyptorhynchus hanksii northi, Cormobates minor northi, Donacola castaneothorax northi und Melithreptus laetior northi benannt.

## Publikationen (Auswahl)
- Mr. North offered some remarks on the great progress made in Papuan ornithology. In: Proceedings of the Linnean Society of New South Wales. Band 22, Nr. 87, 1898, S. 444 (biodiversitylibrary.org).